# Диабло: Царството на сянката
„Диабло: Царството на сянката“ (на английски: The Diablo: The Kingdom of Shadow) е третата книга, описваща вълшебния и обширен свят на Диабло, създадена по мотиви от популярната компютърна игра. Автор е Ричард А. Кнаак. Творбата разказва за митичния град Урех и неговите жители, за техния владетел Юрис Кхан и неговата дъщеря Атанна, както и за злия магьосник, обърнал заклинанието, предназначено да отвори вратите на Рая, срещу града Урех.